# Arheološki lokaliteti Bat, Al-Khutm i Al-Ajn
Arheološki lokaliteti Bat, Al-Khutm i Al-Ajn su zaštićeni arheološki lokaliteti iz brončanog doba koji se nalaze u šumi palmi u Omanu, na području koje se proteže od Perzijskog zaljeva do Omanskog zaljeva. Zahvaljujući zabačenosti ovi lokaliteti su opstali u gotovo nedirnutom stanju posljednjih 1000 godina. Oni su upisani na UNESCO-ov popis mjesta svjetske baštine u Aziji i Oceaniji 1988. godine kao "najpotpunija naselja i nekropole iz 3. tisućljeća pr. Kr. u svijetu".

## Odlike
Bat se nalazi unutar zasada palmi i oko 3000. pr. Kr. tu se vadio bakar i diorit kojima se nadaleko trgovalo. U sumerskim tekstovima, poput Epa o Gilgamešu, spominje se pod imenom Dilmun. God. 1972., danski arheološki tim koji je vodila Karen Frifelt je dokazao kako je Bat bio naseljen punih 4000 godina. Oni su sjeverno od doline Uadi al Hidžr iskopali stambeno naselje s kvadratičnim kućama i pet kamenih oblih tornjeva promjera do 20 metara. Potpuno su iskopali samo jedan i došli do zaključka kako je izgrađen od 2595. do 2465. pr. Kr. Ove građevine su imale vanjske otvore i dvostruke paralelne prostorije i duboki zdenac između njih, te iako njihova uloga nije potpuno jasna, postoji pretpostavka kako su služile kao silosi ili cisterne. U nekropoli, koja se proteže sjeverno niz brijeg putem do Al Uaraha, se nalazi više od 100 kružnih od suhozida u obliku košnica (tumul). Južne su monumentalnije, ponekad s dvije ili četiri grobne komore u kojima je moglo biti sahranjeno više pokojnika.
Al-Khutm su zapravo ostaci kamene utvrde koja se nalazi 2 km zapadno od Bata. Njezin toranj ima promjer od 20 metara.
Al-Ajn je maleno kameno groblje koje se nalazi oko 34 km jugoistočno od Bata. Ono je od sva tri lokaliteta u najboljem stanju, a sastoji se od 21 kamene grobnice u obliku košnica koje su poredane u nizu na vrhu brda Kubur Džuhhal, ispod planine Džebel Mišt.

## Vanjske poveznice
- Panoramske fotografije lokaliteta  Arhivirana inačica izvorne stranice od 19. svibnja 2011. (Wayback Machine)